# 양등천
양등천(楊等川)은 울산광역시 울주군 상북면에서 발원하여 양등지를 거쳐 동류하다가 상북면 양등리에서 남하강(본래의 태화강 본류)으로 흘러드는 하천이다.